# Jadowniki (przystanek kolejowy)
Jadowniki – przystanek osobowy w Jadownikach Rycerskich na linii kolejowej nr 206 Inowrocław Rąbinek – Żnin, w województwie kujawsko-pomorskim.